# Povijest astronomije u Hrvatskoj
Povijest astronomije u Hrvatskoj je započela s najstarijim hrvatskim znanstvenikom i filozofom koji se bavio astronomijom, a to je bio Herman Dalmatin (oko 1110. - oko 1160.). Herman Dalmatin prevodi s arapskog jezika nekoliko ključnih astronomskih djela, koja čine okosnicu razvoja europske astronomije i matematike misli u idućih nekoliko stoljeća. U 16. stoljeću o astronomiji su pisali Dubrovčani, književnik Nikola Nalješković (oko 1500. – 1587.) (Razgovor o nebeskoj sferi – Dialogo sopra la sfera del mondo, Venecija 1579.), filozof Nikola Gučetić (1549. – 1610.), te Antun Medo. Frane Petrić (1529. – 1597.) daje nov prikaz svemira utirući put Keplerovoj slici svijeta. U isto je doba u stranim zemljama djelovao Andrija Dudić (1533. – 1589.). Početkom 17. stoljeća Ivan Ureman (1583. – 1621.) prenosi i povezuje znanja europske i kineske astronomije. Marin Getaldić (1568. – 1626.) konstruira dalekozor sa sfernim zrcalima. Lovro Grizogono (1590. – 1650.) zastupa geocentrički sustav. Ruđer Bošković (1711. – 1787.) dao je u 18. stoljeću velik prinos teoriji i praksi astronomije. Osnovao je zvjezdarnicu u Breri, određivao geografske koordinate mjesta. Posebno je obrađivao pogreške sprava i motrenja. Pronašao je geometrijski postupak za određivanje staza kometa iz triju razmjerno bliskih položaja. Tim je postupkom 1785. utvrdio da Uran, upravo otkriveno nebesko tijelo, nije komet.
Na prijelomu 17. i 18. stoljeća nekoliko je hrvatskih astronoma djelovalo u Mađarskoj: Ivan Paskvić (1754. – 1829.) poznat kao utemeljitelj budimske zvjezdarnice, Mirko Danijel Bogdanić, (1760. – 1802.), Frano Bruna. Bilo je još učenih Hrvata koji su unutar svojega kulturnoga kruga proučavali astronomiju, kako na tlu Hrvatske tako i izvan nje. U 19. stoljeću, s hrvatskim osobljem, djelovala je zvjezdarnica u Puli kao dio Hidrografskog ureda. Austrijski astronom Johann Palisa (1848. – 1925.) na njoj je otkrio više planetoida. Njezin je upravitelj od 1883. do 1901. bio Ivo Benko (1851. – 1903.).
Godine 1874. osnovana je na zagrebačkom Filozofskom fakultetu katedra astronomije, a prvi profesor bio je Đuro Pilar (1846. – 1893.). Potkraj 19. stoljeća i početkom 20. stoljeća djelovao je na Malom Lošinju Spiridon Gopčević (1855. – 1928.). Početkom 20. stoljeća djelovao je na Braču, u Pustinji Blaci, Nikola Miličević (1887. – 1963.). 1903. uređena je na Popovu tornju u Gornjem gradu u Zagrebu Zvjezdarnica Hrvatskoga prirodoslovnog društva, kojoj je prvi ravnatelj bio Oton Kučera (1857. – 1931.), a danas je stjecište astronoma amatera i izdavač časopisa Čovjek i svemir (započeo izlaziti 1956. kao Zemlja i svemir). Planetarij je u Tehničkom muzeju u Zagrebu otvoren 1965.
Položajna astronomija (sferna i praktična te geodetska astronomija) razvija se uz nastavu za potrebe geodezije i pomorstva. Nastava je započela 1908. na fakultetu preteči današnjega Geodetskog fakulteta u Zagrebu. Za vrijeme Nikolaja Abakumova (1882. – 1965.) 1937. započeo je raditi fakultetski opservatorij u Maksimiru koji je upotrebljavao pasažne instrumente, zenit-teleskope, teodolite, astrolabe te uređaje za mjerenje i praćenje vremena. Budući da je položajna astronomija temelj geodetskih premjera, astronomska mjerenja provode se i na drugim mjestima, primjerice na Opservatoriju Hvar.
Astrofizika s fizikom Sunca razvija se ponajprije u okviru Opservatorija Hvar Geodetskoga fakulteta Sveučilišta u Zagrebu, koji je započeo s radom 1972. kao zajednički projekt s tadašnjom Čehoslovačkom akademijom znanosti. Područja istraživanja bila su struktura i stabilnost prominencija, bljeskovi, spikule, aktivnost Sunca, promjenljive zvijezde ranih spektralnih razreda, zvijezde članice međudjelujućih sustava te planetoidi.
Astronomija se povremeno predavala u sveučilištima. U srednjim školama predavala se od 1931. do 1948. Nastava se danas izvodi na Geodetskom i Prirodoslovno-matematičkom fakultetu u Zagrebu (astrofizički predmeti predaju se u okviru studija fizike na dodiplomskoj i poslijediplomskoj razini) te za neke profile nastavnika na svim pedagoškim fakultetima Hrvatske. U srednjoj i osnovnoj školi astronomija se susreće kao izborni predmet.
1973. utemeljeno je Astronomsko društvo Istra u Puli, a nakon nekoliko godina i Astronomsko društvo Višnjan. Potonje je otvorilo Zvjezdarnicu Višnjan, koja je javna i bavi se ne samo otkrivanjem asteroida i slično, već provodi i edukacijske programe (Višnjanska škola astronomije, Messierov maraton Višnjan-Rušnjak, AstroFest). Potom se gradi nova Zvjezdarnica Tičan te utemeljuje niz novih udruga kojima je svrha promicanje astronomije. Korado Korlević (1958.) poznati je hrvatski astronom iz Višnjana u Istri. Prema podacima na stranici Minor Planet Discoverers, 11. je najproduktivniji tragač za asteroidima svih vremena. U periodu od 1996. do 2001. otkrio ih je 947, te bio suotkrivač kod još 110 asteroida.

## Poveznice
- Povijest astronomije